# Vramchabouh Kibarian d'Artchouguentz
Vramchabouh Kibarian d'Artchouguentz (arménien : Վռամշապուհ Քիպարեան « Արջուկենց »), né Nazareth Kibarian le 12 novembre 1855 (24 novembre dans le calendrier grégorien) à Şebinkarahisar (Empire ottoman) et mort le 2 janvier 1940 à Boulogne-Billancourt, est un archevêque arménien.

## Biographie
Nazareth Kibarian naît le 12 novembre 1855 à Şebinkarahisar, dans l'Empire ottoman. Il est le fils de Jacques Kibarian, modeste artisan-commerçant, et est le dernier de six enfants. Son père le confie à l’Église apostolique arménienne alors qu'il a dix ans.
Il gravit ainsi les échelons de la hiérarchie ecclésiastique arménienne : chantre, servant puis premier diacre. Parallèlement à ses fonctions cléricales, il devient instituteur auprès de la population arménienne locale, ayant notamment parmi ses élèves Andranik Ozanian. À cette même période, il se marie avec Takouhie Margossian, avec qui il a cinq enfants : trois filles (Aramanoush, Siranoush et Haiganoush) et deux fils (Haig-Aram, né en 1886, et Vagharshag, né en 1888).
Il est ensuite envoyé à Sébaste, où l'évêque Pierre Tahmizian l'ordonne prêtre séculier et lui donne le prénom en religion de Vramchabouh. Il rentre ensuite dans sa ville natale, mais les quartiers arméniens de cette dernière sont détruits par un incendie en 1885. Il est alors envoyé à Constantinople et Smyrne pour lever des fonds auprès de la bourgeoisie arménienne afin de financer la reconstruction de la cathédrale endommagée.
L'attention que portent sur lui les autorités ottomanes l'empêchent de rentrer durablement et il est obligé de s'installer à Constantinople. Là, il est nommé curé de l'église Saint Roi du quartier de Kadıköy (Սուրբ Թագավոր եկեղեցի, Sourp Takavor yéguéghetsi) ainsi que professeur d'arménien, de catéchisme et de morale au collège Aramian. Il parvient à faire venir sa famille dans la capitale ottomane mais sa femme meurt en 1894, le forçant à renvoyer ses enfants auprès de sa famille restée en province. Son fils Vagharshag réside auprès de son oncle Sarkis, boulanger stambouliote.
Vramchabouh Kibarian est nommé prêtre des Arméniens de Paris par Malakia Ormanian, patriarche de Constantinople. Il prend ses fonctions dans la capitale française fin 1899. À ce poste, il joue un rôle clé dans l'édification de la cathédrale arménienne Saint-Jean-Baptiste de Paris, dont la première pierre est posée en 1902.
Au début du XXe siècle, le catholicos Mkrtich Khrimian lui décerne le titre d'archiprêtre et lui fait cadeau pour ses cinquante ans d'un bâton de primat pour le féliciter de son action.
Pendant la Première Guerre mondiale, les Arméniens de Paris, sujets de l'Empire ottoman, alors ennemi de la France, sont à ce titre surveillés par les autorités françaises et vus avec méfiance. Avec Archag Tchobanian, il fait tout son possible pour convaincre le Ministère des affaires étrangères que les Arméniens sont des amis de la France. Le frère de Vramchabouh Kibarian, Hovhandjan, resté à Şebinkarahisar, est victime du génocide arménien, de même que son neveu, Vahan, mort lors des combats, ainsi que sa fille Siranoush, noyée dans l'Euphrate avec son fils Hagop.
Le 5 mai 1919, Vramchabouh Kibarian est nommé vartabed par Yeghiché Tourian, alors présent à Paris dans le cadre de la Délégation nationale arménienne à la conférence de la paix. Avec l'arrivée dans la capitale française des réfugiés arméniens fuyant le génocide dans les années 1920, il déploie ses efforts pour subvenir à leurs besoins. En 1922, il est présent lors du mariage de son ancien élève Andranik Ozanian, aux côtés d'Aram Andonian, Krikor Balakian, Boghos Nubar Pacha et Archag Tchobanian.
Le 6 juin 1926, il se rend en Arménie soviétique, à Etchmiadzin, où le catholicos Georges V Soureniants l'élève au rang d'évêque. Il se brise cependant le fémur droit lors de son séjour et reste alité pendant six mois. Il rentre en France fin 1927.
À la fin de sa vie, Vramchabouh Kibarian est nommé archevêque. Il meurt le 2 janvier 1940 à Boulogne-Billancourt et est enterré au cimetière du Père-Lachaise.

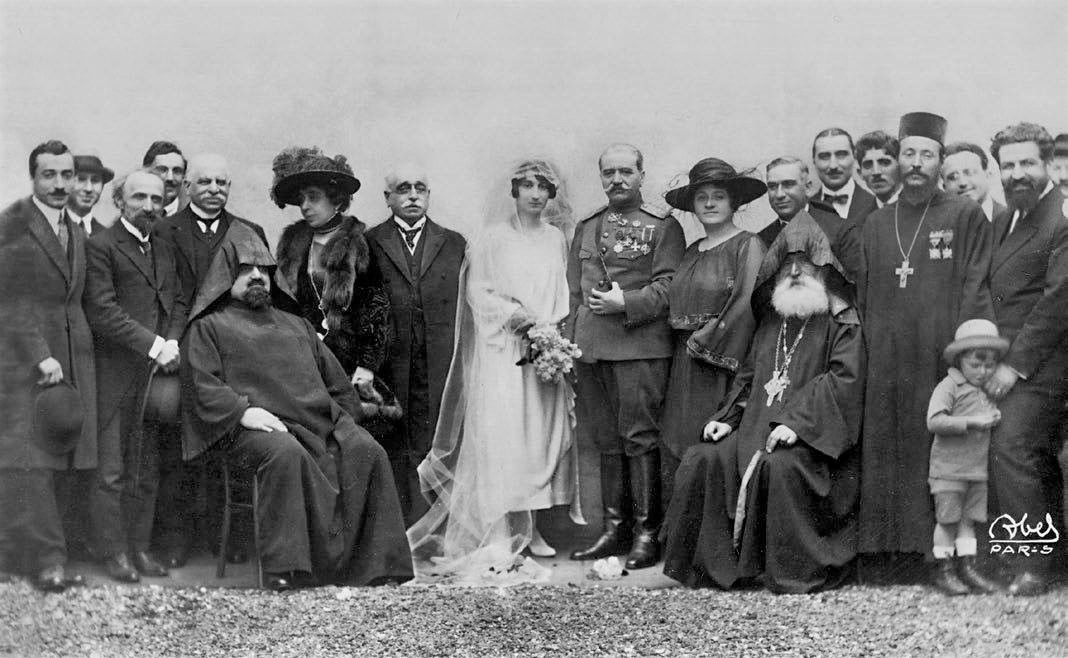
Le mariage d'Andranik Ozanian (Paris, 1922). Vramchabouh Kibarian est assis à droite.